# Mårkær
Mårkær (tysk: Mohrkirch) er en landsby og kommune beliggende cirka 20 kilometer sydøst for Flensborg og 12 kilometer nord for Slien i det centrale Angel i Sydslesvig på vandskellet mellem Østersøen og Nordsøen. Administrativt hører kommunen under under Slesvig-Flensborg kreds i delstaten Slesvig-Holsten i det nordlige Tyskland. I kirkelig henseende hører landsbyen under Bøl Sogn. Sognet strakte sig over både Strukstrup Herred og Mårkær Herred (Gottorp Amt), da området tilhørte Danmark.
Byen opstod omkring Mårkær Kloster. På dansk findes også skrivemåden Maarkjær.

## Geografi
Arealanvendelsen i området er overvejende landbrug med spredt bebyggelse og skovstrækninger. Af skove kan nævnes den 22 ha store Bovstrup Skov (nord for Mårkær), den 19 ha store Eslingskov (Eslingholz, sydvest for Mårkær) og den 10 ha store Kønholtkjær (Köhnholtkjer, sydvest for Mårkær). Skovene fungerede som statsejede danske domæneskove, nu i delstatens eje. Dertil kommer skoven ved Abildbjerg (Appelberg) og Kisberdam (Kiesperdiek).
Mårkær ligger omkring vandskellet mellem Nord- og Østersøen. Mod syd har Mårkær Å, Kisberdam Å og Flarup Å udløb i Slien og dermed i Østersøen. Mod vest har Bondeåen via Træsøen, Trenen og Ejderen udløb i Nordsøen.
Til kommunen hører Abildbjerg (Appelberg), Bovstrup (Baustrup), Hjortmos(e) (Jordmoos), Horskobbel (Hosskoppeln), Kalvehave (Kälberhagen), Kisberdam (Kiesperdiek), Kræmmersten (Krämersteen), Langdel (Langdeel), Mølmark (Möllmark), Norge (Norwegen), Nykobbel (Niekoppel), Paddeborg (Pattburg), Skredstrup (Schrixdorf, angeldansk Skrejstrup), Smedegade (Schmiedestraße), Spending (Spenting) og Sverig (Schweden). Den nuværende kommune samarbejder på administrativt plan med andre kommuner i Sønder Brarup kommunefællesskab (Amt Süderbrarup).

## Historie
Kommunen blev dannet ved kommunalreformen i 1972 ved sammenlægningen af Mårkær-Vesterskov (Mohrkirchwesterholz) og Mårkær-Østerskov (Mohrkirchosterholz). 
Stednavnet er sammensat af -kær og mår eller glda. marth, Morth (oldnordisk mōr) for et skovområde. Mårkær var oprindelig en adelig gård, der 1365 tilhørte Emke Limbak, der havde oprettet de byer og bymarker Burtorpe (nu: Bovstrup) og Spending. Disse ejendomme solgtes 1391 til den katolske Antoniterorden fra klostret i Tempzin/Meklenborg, der oprettede her i Angel et nyt kloster. Klosteret fik efterhånden flere besiddelser i egnen omkring Mårkær og i Ny Herred. Endnu 1536 opføres pateren til Mårkær blandt Hertugdømmet Slesvigs prælater. Efter reformationen blev klosteret i 1541 nedlagt og omdannet i kongelig domænegård. I 1778 blev gårdens ejendomme samlet i det nyoprettede Mårkær Herred.
Stednavnet Kisberdam (Kiesperdiek) er første gang nævnt 1648. Navnet henføres til kirsebær. Kalvehave er første gang nævnt 1680 og referer til dyrnavnet kalv, måske var stedet landsbyens kalveeng. Forleddet Abild- i Abildbjerg står for et æbletræ, stedet opstod som kådnersted fra Skredstrup. Skredstrup henføres til personnavnet Skrik, måske af dan. skrige.